# Волівач Володимир Савелійович
Володимир Савелійович Волівач (1 липня 1929, Юровщина, Полонський район, Хмельницька область — 24 серпня 2014, Полонне, Хмельницька область) — музичний педагог, поет-пісняр, самодіяльний композитор. Член Всеукраїнської національної спілки композиторів України. Почесний громадянин міста Полонного Хмельницької області. Дід заслуженого майстра народної творчості України Василя Волівача.

## Життєпис
Володимир Волівач народився в селі Юровщина Полонського району у родині музикантів-любителів. По закінченню 7 класів пішов працювати свердлувальником і токарем до Першотравенського заводу.
Проходив військову службу у Литві, потім у Ворошилограді. Під час служби в армії Володимир познайомився з музикантами-професіоналами, в яких переймав досвід.
Навчався у Житомирському музичному училищі та на музично-педагогічному факультеті Кіровоградського педагогічного інституту. У роки навчання Володимир Волівач старанно вивчав кращі зразки української народної та класичної музики, але найбільше на молодого аматора вплинули творчість таких композиторів як М. Лисенко, В. Косенко, В. Заремба. На цей час припадає створення пісень «Моя Полонщина», «Полончанко синьоока», «Рідне Поділля» та ін. Пізніше ці твори увійдуть до збірки «Моя Полонщина» (2006). 
Працював директором Баранівського районного Будинку школяра, директором Кіцманського Будинку культури, вчителем музики Першотравенської ЗОШ Баранівського району. 
У 1960 р. -  викладач Полонської дитячої музичної школи, 45 років складає його трудовий стаж, з яких 28 років на посаді директора. 
У доробку митця – пісні на власні вірші та вірші українських класиків, серед яких – Т. Шевченко та Л. Українка, Юхим Вівчар. 
У 1989 році в інтерв’ю кореспонденту газети «Новий шлях» митець сказав: 
|  | «Я відчуваю себе щасливим постійно: коли, приміром, приїздить у Полонне випускник консерваторії, а я впізнаю у ньому свого учня. Коли зі сцени звучить новий твір у виконанні камерного хору – мене причаровує академічний спів. Був щасливий, коли отримав медаль лауреата Всесоюзного конкурсу народної творчості, присвяченого 40-річчю Перемоги. Світло було на душі, коли внучка вперше взяла в руки скрипку...» |

Був членом Всеукраїнської національної спілки композиторів, лауреатом всеукраїнських фестивалів художньої творчості. Виховав цілу когорту професійних музикантів. 
За свою активну діяльність був також нагороджений почесними грамотами Міністерства культури. 
Помер 24 серпня 2014 року.
Згадується "Пісня про Лабунь" в книзі Барташук О. Лабунь, 2012.

## Відзнаки і нагороди
- медаль «Ветеран праці»;
- Лауреат Всесоюзного огляду самодіяльної художньої творчості трудящих, присвяченого 40-річчю Перемоги у Великій Вітчизняній війні (1985)[4].

## Біобібліографія
- Волівач, В. С. Моя Полонщина. Полонне 2007: вокально-хорові твори / Волівач В. С.; Муз. ред. Заверуха ; Худож. А.Коваль. — Хмельницький: Алексеєв, 2007. — 54 с.